# Azerbaijão (província do Império Sassânida)
Azerbaijão (em persa médio: Ādurbādagān, Ādhurbādhagān, Ādarbādagān e Ādharbādhagān; em parta: Āturpātakān e Ātarpātakān; em grego clássico: Ἀτροπατηνή, Atropatene; em armênio/arménio: Ատրպատական, Atrpatakan) foi uma província do Império Sassânida no norte do Irã que corresponde grosso mosso a atual região do Azerbaijão. A capital da província era Ganzaca.

## Governo

Azerbaijão e regiões circundantes

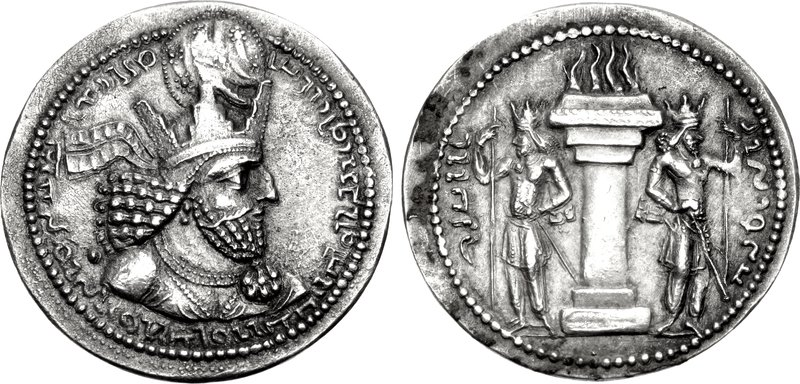
Dracma de cunhado ca. 240-244

Era governada a partir de Ganzaca, sua capital. Segundo o texto pálavi tardio As Capitais Provinciais do Irã, era uma das duas cidades do país, com a outra talvez sendo Ardabil. Era governado pelo marzobã que tida toda a autoridade sobre a satrapia (província). Era um centro religioso, com seu principal templo em Xiz, atual Trono de Salomão. Era sede de Adur Gusnas, uma dos três mais relevantes fogos sagrados do Império Sassânida. A existência desse fogo sagrado, tão reverenciado que cada xá recém-coroado tinha que andar a pé todo caminha até ele, e o estabelecimento de um palácio real na província provam que o Azerbaijão estava totalmente integrado ao império em vez de um Estado vassalo vagamente submetido como no tempo do Império Arsácida. Foi sugerido por E. Herzfeld que todo indivíduo que tinha gušnasp no nome era oriundo do Azerbaijão. Caso essa suposição seja correta, a região produziu vários altos oficiais nos quatro séculos do governo sassânida.

## História
Em 224, a região submeteu-se com pouca resistência ao xá Artaxer I (r. 224–242) uma vez que o xá Artabano IV (r. 208–224) foi morto na Batalha de Hormusgã. Em 241/2, no período de cogoverno com seu filho e sucessor Sapor I (r. 240–270), o último fez expedição à província devido uma revolta. Depois disso, a província permaneceu totalmente submissa. Segundo o livro As Capitais Provinciais do Irã e uma antiga tradição iraniana, a Pérsia era dividido "mitológica e mentalmente" em 4 regiões ou margens definidas chamadas custes (kust). Essas regiões do Estado durante e após o reinado de Cosroes I (r. 531–579) eram: (1) Nordeste (Coração), (2) Sudoeste (Cuararão), (3) Sudeste (Ninruz) e (4) Noroeste (Azerbaijão). No tempo de Cosroes, uma reforma foi feita e 4 comandos regionais foram instituídos, cada um correspondendo a uma das regiões tradicionais e a autoridade militar sobre o Azerbaijão foi delegada a um aspabedes próprio, chamado oficialmente "chefe do exército do Azerbaijão" (kust ī Ādurbādagān spāhbed). Ao menos 2 aspabedes são conhecido: Glones Mirranes e Sedoxe (?).

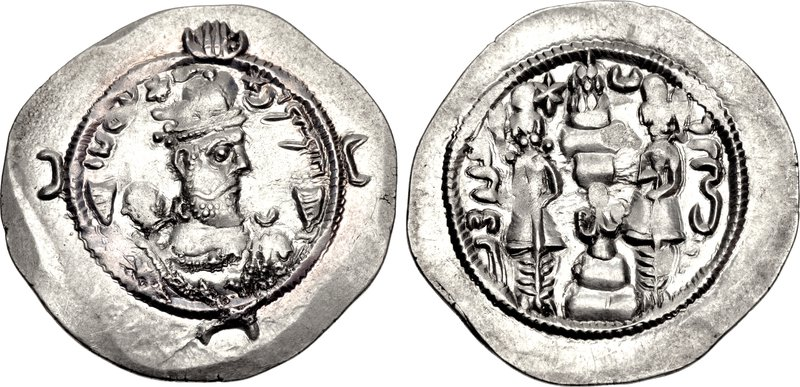
Dracma de Barã Chobim r.

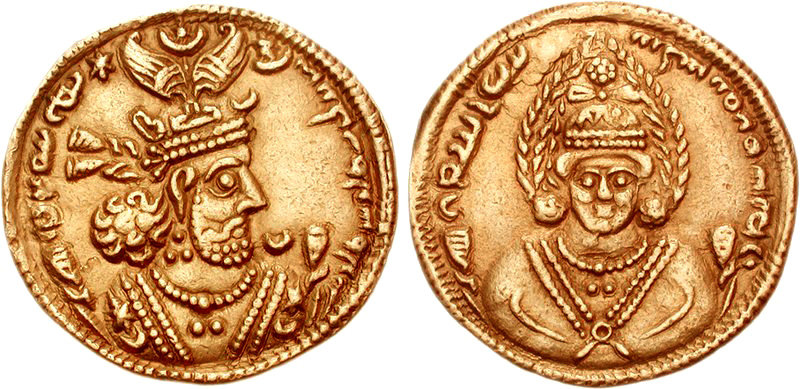
Dinar de ouro de r.

Na primavera de 589, Azerbaijão foi invadida pelo aliado bizantino Gurgenes I (r. 588–590) da Ibéria. Porém, quando descobriu que o o chefe do exército sassânida Barã Chobim derrota um enorme exército turco no Coração e estava marchando à província, Gurgenes se retirou. Pouco depois, Chobim se revolta contra Hormisda IV (r. 579–590). Próximo a Ganzaca, em 590, Cosroes II (r. 590–628) derrotou as tropas de Chobim na Batalha do Blaratão. Contudo, não muito depois da batalha, o tio materno de Cosroes, chamado Bestã, se rebelou (a data precisa é incerta, podendo ser 590/1–596 ou 594/5–600) e conseguiu tomar controle de algumas partes de Azerbaijão. Ele foi derrotado por Cosroes e o general Simbácio IV Bagratúnio. No começo de 627, durante a guerra bizantino-sassânida de 602-628, Sate, filho de Ziebel e sobrinho do grão-cã dos cazares (possivelmente goturcos), invadiu a Albânia e Azerbaijão em cumprimento das promessas de seu tio ao imperador Heráclio (r. 610–641). Em 628, Ganzaca foi capturada pelo imperador Heráclio (r. 610–641), que relatou que era uma grande cidade e tinha "cerca de 3 000 casas". Nessa mesma época, o governador Rustã Farruquezade disputou com o marzobã da Armênia Basterotes II (r. 628–634), o que obrigou-o a imigrar com sua família ao Império Bizantino.
Em 651, os árabes invadiram o Azerbaijão, que era domínio dos irmãos Ispabudãs Esfendadates e Barã. Esfendadates posicionou-se contra os árabes e uma batalha foi travada. Ele foi, contudo, derrotado e capturado. Enquanto em cativeiro, Esfendadates contou ao general árabe Bucair ibne Abedalá que se quisesse conquistar o Azerbaijão fácil e pacificamente, deveria fazer a paz com ele. Segundo Balami, Esfendadates é conhecido por ter dito: "Se você me matar todo o Azerbaijão se erguerá em vingança ao meu sangue, e guerreará contra você." O general aceitou o conselho de Esfendadates e fez a paz. Porém, Barã, irmão do cativo, se recusou a se submeter e manteve resistência. Foi rapidamente derrotado e forçado a fugir do Azerbaijão.